# 霍本站
霍本站（英語：Holborn tube station；/ˈhoʊbərn/）位於英國倫敦市中心，為倫敦地鐵皮卡迪利線和中央線唯一的轉乘站，站名取自卡姆登區的地名霍本。該車站處在國王道與霍本高街交叉口，鄰近大英博物館、林肯律師學院廣場、紅獅廣場、布盧姆茨伯里廣場和約翰·索恩爵士博物館等景點，並屬於倫敦第1收費區。
霍本站在歷史上曾是多條鐵路工程的交會點，其於1906年啟用時是大北方、皮卡迪利及布朗普頓鐵路（GNP&BR；北皮布線）所屬車站，在1933年又為了變成中央倫敦鐵路（CLR；央鐵）與前者的轉乘樞紐，而對車站出入口和地下站區實施大規模改建，以容納兩線間的聯絡電扶梯。1994年前的霍本站還是列車班距稀疏的短程支線──奧德維奇支線的北端終點，並設置兩座供支線列車專用的月台，當支線停駛後，其中一個月台偶爾會挪用於外景拍攝、廣告及標誌測試等營運之外的用途。

## 歷史

### 規劃
霍本站最早是由大北方及及河岸鐵路（；北岸線）規劃的，所屬路線是該鐵道業者一條北起伍德格林站（Wood Green Station，今亞歷山大宮站）、南抵河岸街，於1899年獲英國國會批准的待建地下鐵。1901年9月，布朗普頓及皮卡迪利圓環鐵路（；布皮線）接收北岸鐵路，並納入美國大亨查爾斯·耶基斯的大都會區域牽引車公司（Metropolitan District Electric Traction Company）下，接著又於1902年6月移歸耶氏控股的倫敦地下電鐵公司（；電鐵）內。為了在倫敦市中心貫連北岸鐵路、布皮鐵路兩家公司的路線，倫敦電鐵公司尋求當局許可、在霍本至皮卡迪利圓環站之間鋪設聯絡兩者的隧道，因此在國會核可於同年11月下達後，兩公司也跟著併組為大北方及皮卡迪利布朗普敦鐵路，繼續為霍本等車站的興建作準備。

### 興建

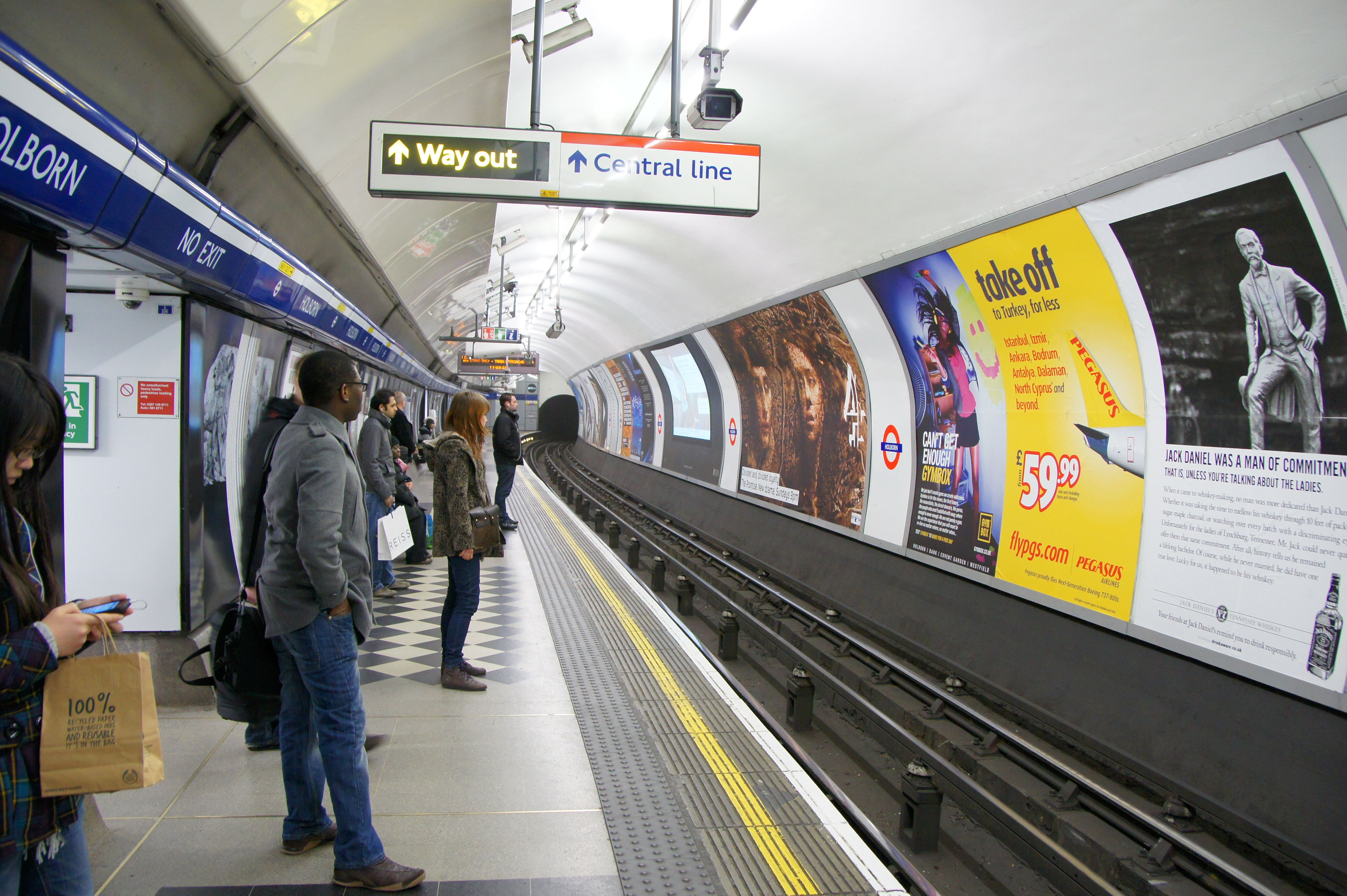
1906年啟用的皮卡迪利線北上月台

隨著北岸、布皮鐵路在霍本站合體為同一條路線，前者介於霍本以南的路段也因為主線的改道而降格成支線。1902年7月起，倫敦電鐵開始興建主線，由於進度快速，使得工程至1906年秋季時已經大體上宣告完成。支線的進展則相對落後，因為倫敦電鐵公司要安排主線和支線在霍本站的交會設計，再加上倫敦郡議會當時正在清拆支線行經地帶的貧民區、以闢建霍本到河岸之間的國王道和路底下的街車隧道。
霍本站在北岸鐵路的初期規劃中，雙向僅各設一座月台，第一代平面圖上的兩座月台均由主線列車和支線列車共用，而分岔點與轉轍器設於車站南端的隧道裡。之後出爐的新版設計考量到支線列車會在重疊區間裡對主線造成干擾，而將北上月台增為兩座，讓主線列車和支線列車分開停靠，兩者的軌道亦改於月台以北75（246英尺）處交岔，但南下月台仍僅有單一一座。當交會站體在1905年獲權施建後，霍本站的佈局再度更動，令月台總數量變成四座，支線上的南下軌道（東側）不再與主線的南下軌道連通，而是取代支線北上軌道（西側）、在車站以北接入主線北上隧道，為南下軌加蓋的支線專用月台也透過通道銜接主線北上月台。支線的北上月台夾在兩者之間，以方便乘客移動，其軌道與南下軌道藉由車站南側的橫渡線相連，北端則終止於站內，形成港灣式月台般的盡頭。
霍本站的設計師正如北皮布線上大部份的站一樣，是由萊斯利·格林擔任，但此站的正面外牆有一異於他站的特色，就是以石頭當建材，而非標準的紅釉陶瓦，這是為了配合郡議會的規範，其要求國王道上的樓宇外牆都要用石材打造。以此為前提設計的霍本站，用花崗岩修築街上的出入口和牆面，以與國王道沿街建築融為一體。地面層的其餘部分則採用波特蘭石，但兩者的風格一致。出入口的上方還有一棟共構樓房，與車站同步興建，從地面通往月台的設備則是美國奧的斯公司出產的梯形電梯，由兩座電梯共用一座環狀豎井。
1906年12月15日，霍本站正式開業，但支線服務延宕到1907年11月30日才通至本站。雖然霍本站月台與地面間尚有沿著霍本高街鋪設的央鐵隧道穿越，但其與北皮布線間卻不能轉車，因為前者最近的站──大英博物館站正座落在霍本以西250（820英尺）處，欲在兩線間換車的乘客必須走過站外的街道才能轉乘。

### 車站改造

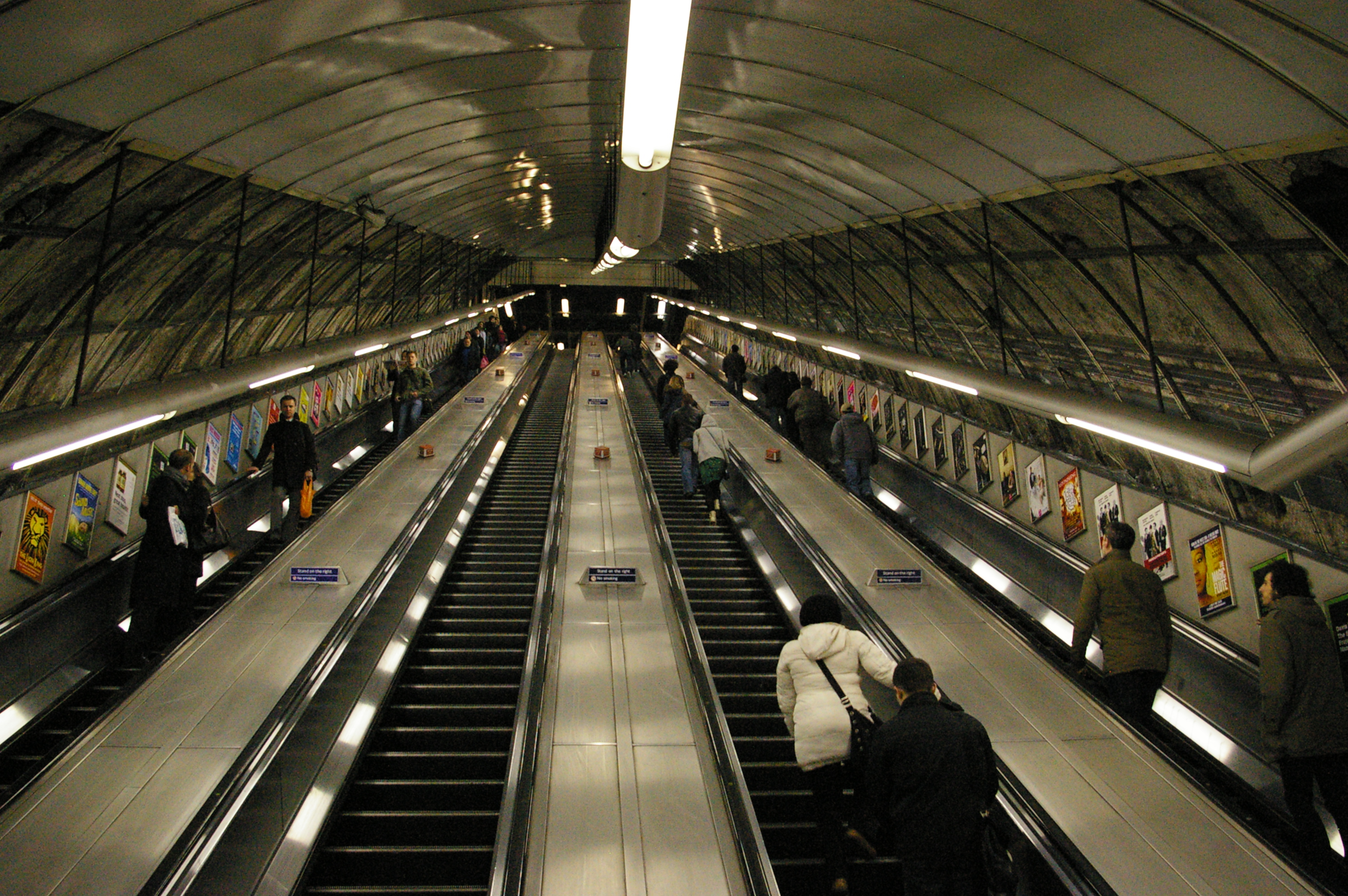
1933年後啟用的霍本站電扶梯

北皮布鐵路和中央鐵路間的站外轉乘被認為是倫敦鐵道網中的一項缺陷。在霍本增設地道連接兩者的想法於1907年時即已成型，而倫敦央鐵在1913年11月呈交給國會的私人法案中，也列入了擴大霍本站旁的隧道、在內部增設月台的計畫。然而霍本站的擴建卻延宕了數十年，因為第一次世界大戰的爆發阻礙了這些措施的實現日程，計畫中的任何工程項目也都無法展開。
1930年代初期，霍本站如倫敦市中心其他諸多地鐵車站一樣，進行了翻新工程，將大廳到月台的電梯汰換為電扶梯，國王道和霍本高街上的出入口也跟著實施改建，原先由花崗岩蓋成的部分在主任建築師查爾斯·霍登設計下，改成了更為樸實的波特蘭石，外牆也嵌上玻璃窗。電梯移除之後，闢建為更寬敞的新售票大廳，四座電扶梯從那向下伸至一個中轉層，可通往最底部的皮卡迪利線月台和較淺的中央線新月台。此組電扶梯系統為倫敦地鐵中第二長的電扶梯。

1933年9月25日，霍本站的中央線月台正式啟用，取代了9月24日即已關閉的大英博物館站，而霍本站站名也在此前的5月22日更名為霍本（國王道）（Holborn (Kingsway)），但是後綴的副站名最後仍遭剔除，不再用於車站指標或倫敦地鐵圖。當霍本站升級為轉乘站後，轉乘便利性大幅改善，至1938年時，在兩線間互轉的旅客數量已增加為改建前的十倍左右。

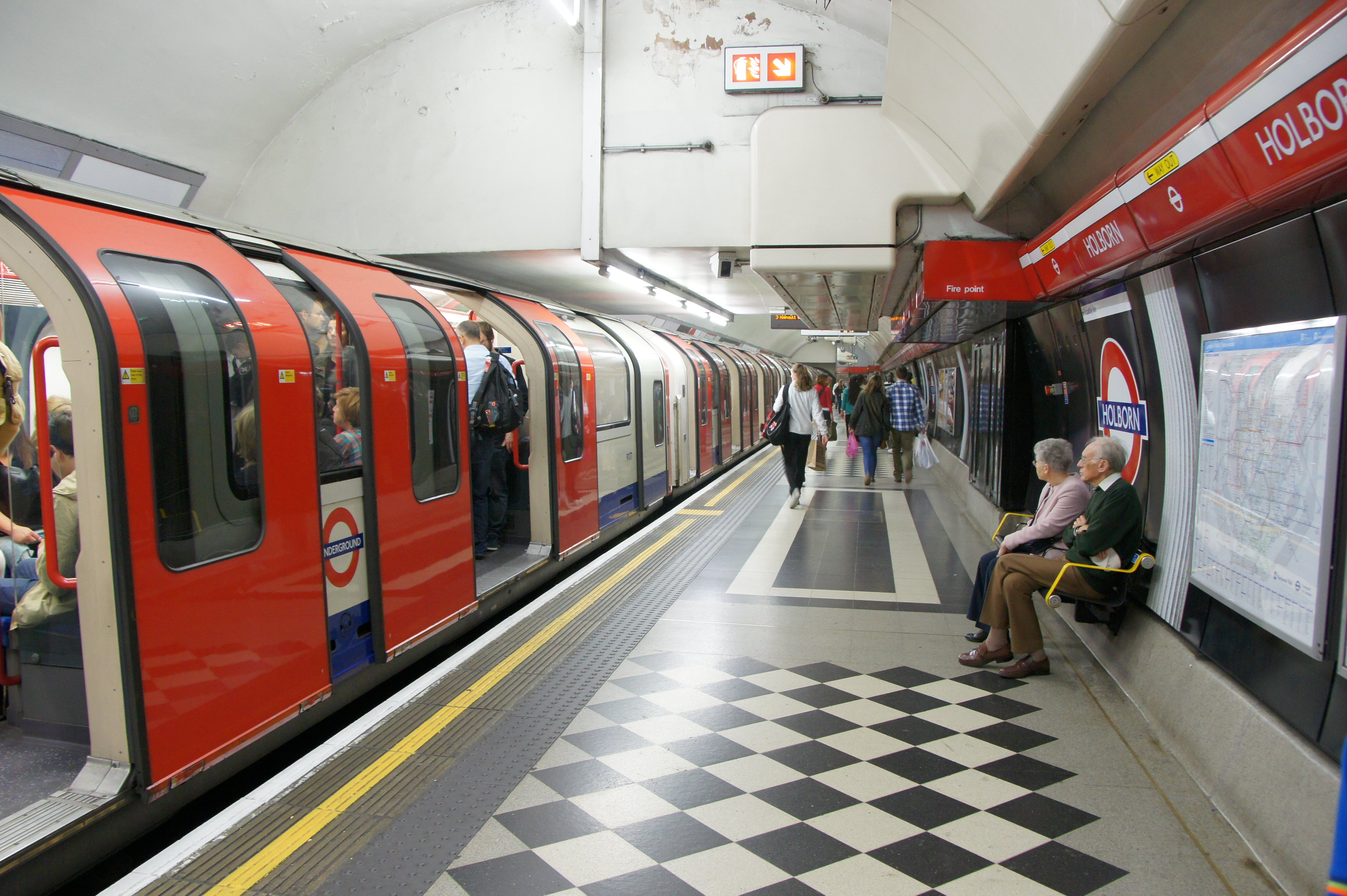
1933年起投入使用的中央線東行月台

### 支線運作情形

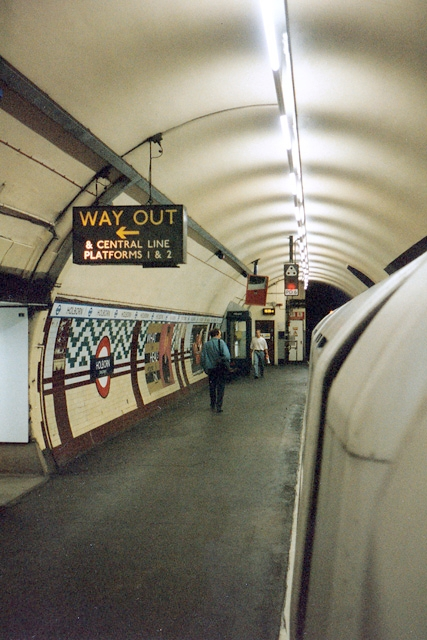
霍本站的奧德維奇支線月台（1994年4月28日、關閉兩日前攝）

奧德維奇支線通車初期，利用霍本站與主線直通的東側隧道營運，在尖峰時刻還會從西側的港灣式月台額外發車補充，使支線的雙向隧道都投入使用。開通第一年內，還曾為了河岸街上的劇院觀眾，而在星期一至星期六傍晚間加開散場車，從河岸站（今奧德維奇站）經本站前往北邊的芬斯貝利公園站，但1908年10月後就取消了這種服務。
1908年3月起，離峰時段的支線列車開始行駛西側隧道，北行至霍本站時才透過橫渡線轉入東側隧道。由於運量低迷的緣故，奧德維奇支線在1914年停開加班車，連帶使得霍本站南邊的東側隧道停用。繼星期日列車服務在1917年4月的終止，霍本站的港灣式月台也於同年8月起正式封閉。此後的支線乘客使用率仍未見起色，因此全面停駛在1929年成為了考量選項，當時支線上的全年進出人次為1,069,650人，營收則約4,500英鎊，儘管1933年時的支線又一度成為當局考慮停開的路線，但之後仍繼續運作。
納粹德軍發動閃電戰不久後的1940年9月22日，霍本－奧德維奇支線便由於戰時節能措施而暫停營運至戰後為止，並在西敏市安排下轉作防空洞之用，鄰近霍本站的大英博物館也將埃爾金石雕等館藏移入隧道內儲放。支線在第二次世界大戰戰後的1946年7月1日恢復載客，但乘客量低如以往。1958年，倫敦運輸行政局宣布奧德維奇支線將會撤廢，雖然這項措施後未成真，但線上班距自該年6月起也變得更稀疏，僅在星期一至星期五的上下班時段、和星期六的早晨、午後等時段開車。1962年6月後，霍本站至奧德維奇站的星期六列車也成為絕響。
當霍本站的支線月台經歷了30個只在平日尖峰時段開放載客的年頭後，倫敦當局於1993年1月4日正式宣布要停駛支線，因為奧德維奇站於1907年啟用的電梯要挹注3百萬英鎊修繕，與其每日450人的利用人次對比無法相稱，每年害倫敦區域交通局多耗15萬元。1994年9月1日，英國交通大臣下達了批准，要在9月30日關閉這條支線。
霍本站的港灣式月台自1917年關閉以來，便數次挪作其他用途的空間，例如辦公室、防空洞、儲藏室、供電分所，甚至戰時旅舍。1994年起停用的另一座支線月台則用來測試、模擬月台標誌、站內廣告等設施的運作效果。

### 重大事故
霍本站的中央線西向月台曾在1980年7月9日時，發生了一起兩列倫敦地鐵1962年型列車之間的追撞事件。當天下午約13時28分，一列於12時49分時從海諾特站發出的伊靈大道站方向列車撞上了當時停在霍本站內載客、13時17分發自利物浦街站的白城站方向列車。追撞前車的列車在進站前正透過軌道上的列車停止裝置緊急減速，因為其錯過了兩個紅燈號誌，但仍煞車不及。碰撞發生後，後車上的20名乘客和司機員本人都受了傷，後續調查推估的肇事原因是司機員在當下未能控制列車。中央線上服務從事發時起持續停擺到翌日 。
1997年10月21日，9歲男童阿吉特·辛（Ajit Singh）在霍本站的皮卡迪利線月台搭車時，因為連帽外套上的繩子在車門關閉時被夾住，導致離站中的列車將其拖曳至死。

## 服務狀況
霍本站是皮卡迪利線和中央線唯一的轉乘站，在皮卡迪利線上介於柯芬園站（西南邊）和羅素廣場站（北邊）之間，在中央線上則介於托登罕宮路站（西邊）和法院巷站（東邊）之間。兩線上的班距依一天中的營運時段不同而調整，大致而言，中央線西行月台在清晨5時53分與半夜0時30分間、東行月台在5時51分與0時33分間為每2－6分鐘一班車，皮卡迪利線南下月台在5時42分與0時28分間、北上月台在5時54分與0時38分間為每2－6分鐘一班車。

### 聯外交通
倫敦巴士的1路、8路、19路、25路、38路、55路、59路、68路、91路、168路、171路、188路、242路、243路、341路、521路、快速巴士X68路及夜班巴士N1路、N8路、N19路、N35路、N38路、N41路、N55路、N68路、N91路、N98路、N171路和N207路均停靠霍本站外面的站牌。

## 相關流行文化
霍本站內停用的支線月台和其他部分曾用於電影或音樂影片（MV）的攝製，例如英國電影導演麥克·李的坎城影展得獎作《秘密與謊言》即將該站安排為兩名主角會晤的地點。而在霍華德·瓊斯的「新曲」、左外野二人组的「減壓」、樂團的「週六夜」及丹麥樂團水叮噹的「時光倒流」等熱門流行音樂影片中，本站也是主要的片中場景。
除了影片之外，二戰前的霍本站和支線亦曾在驚悚小說家基弗雷·浩斯霍德的1939年作品《暴戾人》中成為重要的情節發生地。本書的主角被特務搜捕，兩人在霍本站的電扶梯、通道內和支線軌道上展開追逐戰。